# Fontaine-Notre-Dame (Aisne)
Pour les articles homonymes, voir Fontaine-Notre-Dame et Fontaine.
Fontaine-Notre-Dame est une commune française située dans le département de l'Aisne en région Hauts-de-France.

## Géographie

### Communes limitrophes
|            | Fonsomme            | Fieulaine   |
| Homblières | Fontaine-Notre-Dame | Bernot      |
|            | Marcy               | Neuvillette |

### Toponymie
Le nom de la localité est attesté sous les formes Fontana (954) ; territorium Fontanense (1152) ; Tota terra que in Fontanis-juxta-Fillanis (1152) ; Fontes-juxta-Fulaines (1155) ; In territorio Fontanis-beate-Marie (1276) ; Fontainnes-Notre-Dame (1294) ; Fontaine-Nostre-Dame (1574).
Une fontaine est d'abord le lieu d'une source, d'une « eau vive qui sort de terre », selon le premier dictionnaire de l'Académie française.
Notre-Dame (le vocable désigne la Vierge Marie, Mère de Jésus-Christ) apparaît dans une toponymie importante ainsi que dans de nombreux édifices religieux - cathédrales, basiliques, collégiales, églises, chapelles, abbayes, etc.. Dans les régions francophones, elle tend à remplacer le Sainte-Marie à partir du XIIIe siècle.
Il existe une commune homonyme Fontaine-Notre-Dame (Nord), située à une quarantaine de kilomètres à l'ouest de Cambrai.

### Hydrographie
La commune est traversée par la ligne de partage des eaux entre les bassins hydrographiques Artois-Picardie et Seine-Normandie. Elle n'est drainée par aucun cours d'eau.

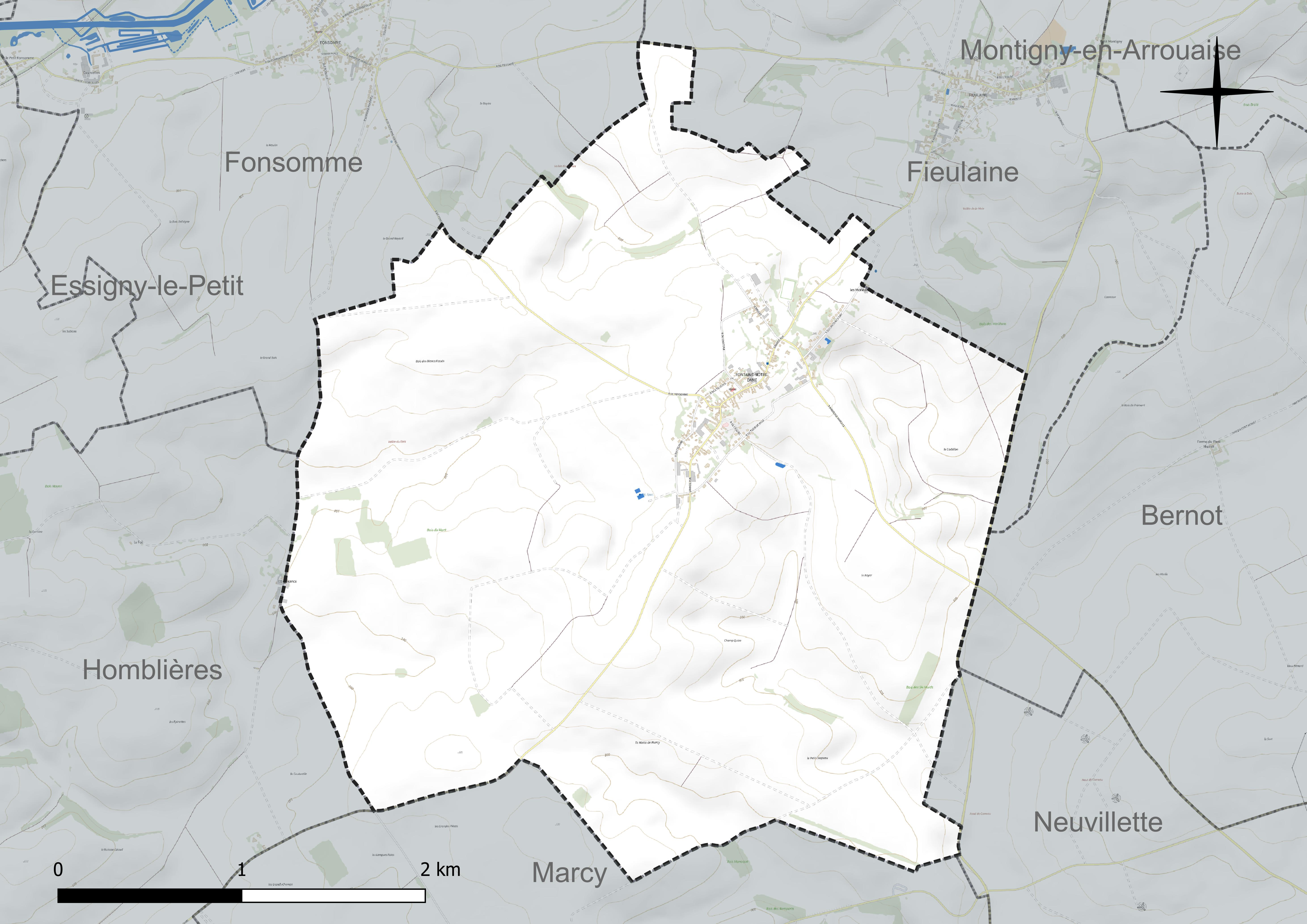
Réseau hydrographique de Fontaine-Notre-Dame.

### Climat
Pour des articles plus généraux, voir Climat des Hauts-de-France et Climat de l'Aisne.
En 2010, le climat de la commune est de type climat océanique dégradé des plaines du Centre et du Nord, selon une étude du CNRS s'appuyant sur une série de données couvrant la période 1971-2000. En 2020, Météo-France publie une typologie des climats de la France métropolitaine dans laquelle la commune est dans une zone de transition entre le climat océanique et le climat océanique altéré et est dans la région climatique Nord-est du bassin Parisien, caractérisée par un ensoleillement médiocre, une pluviométrie moyenne régulièrement répartie au cours de l'année et un hiver froid (3 °C).
Pour la période 1971-2000, la température annuelle moyenne est de 10 °C, avec une amplitude thermique annuelle de 15 °C. Le cumul annuel moyen de précipitations est de 764 mm, avec 12,6 jours de précipitations en janvier et 9,2 jours en juillet. Pour la période 1991-2020, la température moyenne annuelle observée sur la station météorologique la plus proche, située sur la commune de Fontaine-lès-Clercs à 17 km à vol d'oiseau, est de 10,8 °C et le cumul annuel moyen de précipitations est de 683,4 mm,. Pour l'avenir, les paramètres climatiques de la commune estimés pour 2050 selon différents scénarios d'émission de gaz à effet de serre sont consultables sur un site dédié publié par Météo-France en novembre 2022.

## Urbanisme

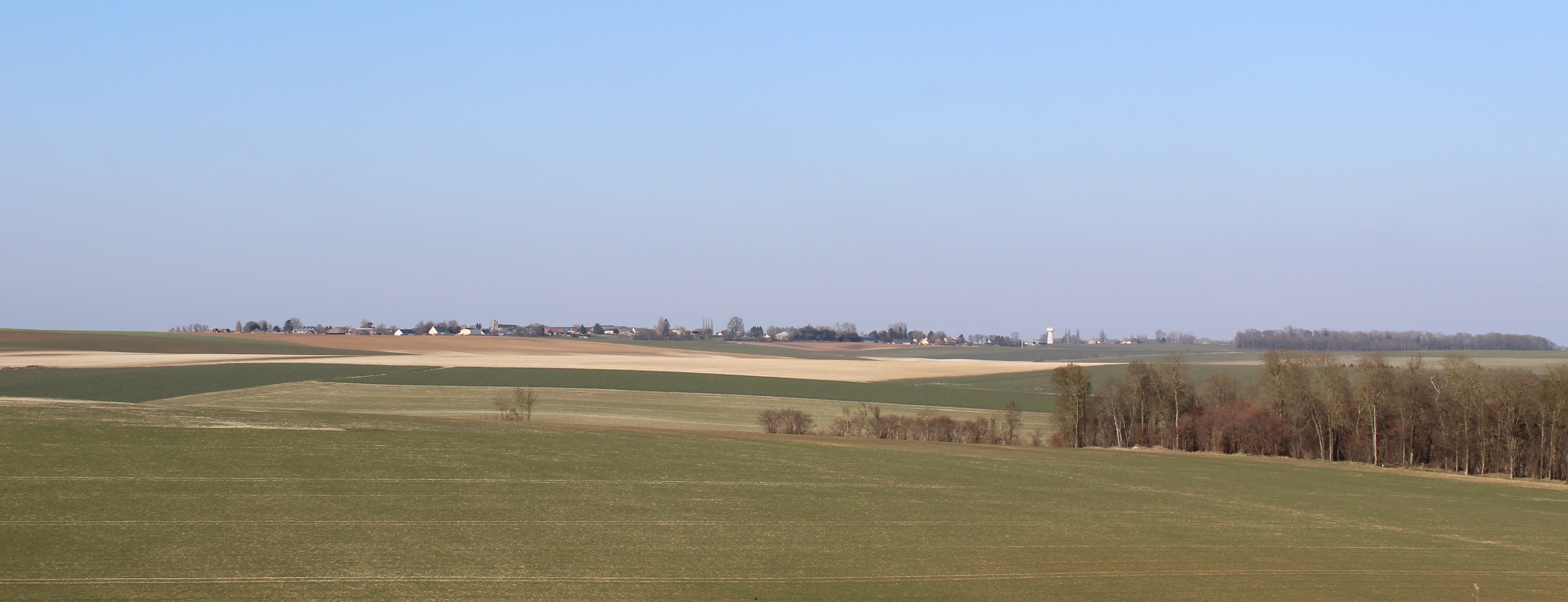
Panorama depuis le route de Bernot.

### Typologie
Au 1er janvier 2024, Fontaine-Notre-Dame est catégorisée commune rurale à habitat dispersé, selon la nouvelle grille communale de densité à 7 niveaux définie par l'Insee en 2022.
Elle est située hors unité urbaine. Par ailleurs la commune fait partie de l'aire d'attraction de Saint-Quentin, dont elle est une commune de la couronne,. Cette aire, qui regroupe 120 communes, est catégorisée dans les aires de 50 000 à moins de 200 000 habitants,.

### Occupation des sols
L'occupation des sols de la commune, telle qu'elle ressort de la base de données européenne d'occupation biophysique des sols Corine Land Cover (CLC), est marquée par l'importance des territoires agricoles (96,6 % en 2018), une proportion sensiblement équivalente à celle de 1990 (97,2 %). La répartition détaillée en 2018 est la suivante : 
terres arables (96,6 %), zones urbanisées (3,4 %).
L'évolution de l'occupation des sols de la commune et de ses infrastructures peut être observée sur les différentes représentations cartographiques du territoire : la carte de Cassini (XVIIIe siècle), la carte d'état-major (1820-1866) et les cartes ou photos aériennes de l'IGN pour la période actuelle (1950 à aujourd'hui).

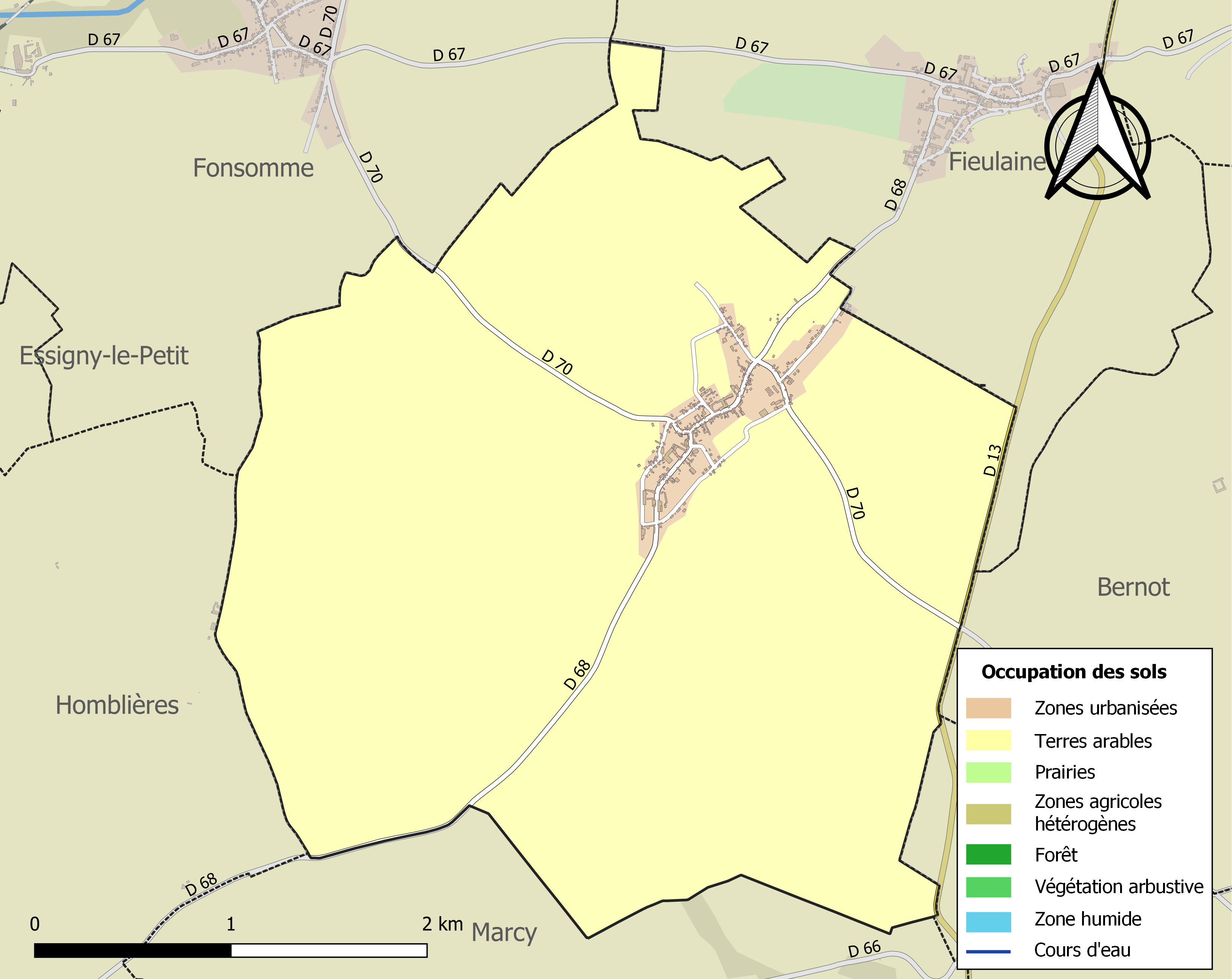
Carte de l'occupation des sols de la commune en 2018 (CLC).

## Histoire
En 1798, le hameau de Fieulaine est érigé en une commune autonome par démembrement d'une partie de la commune.

## Politique et administration

La communauté d'agglomération du Saint-Quentinois dans le département de l'Aisne.

### Rattachements administratifs et électoraux
La commune se trouve dans l'arrondissement de Saint-Quentin du département de l'Aisne. Pour l'élection des députés, elle fait partie de la deuxième circonscription de l'Aisne.
Elle faisait partie depuis 1801 du canton de Saint-Quentin. Celui-ci a été scindé par décret du 23 juillet 1973 et la commune rattachée au canton de Saint-Quentin-Nord. Dans le cadre du redécoupage cantonal de 2014 en France, elle est désormais intégrée au canton de Saint-Quentin-2.

### Intercommunalité
La commune faisait partie de la communauté d'agglomération de Saint-Quentin, créée fin 1999 et qui et qui succédait au district de Saint-Quentin, créé le 9 février 1960, rassemblant à l'origine 11 communes afin notamment de créer et développer des zones industrielles.
Dans le cadre des dispositions de la loi portant nouvelle organisation territoriale de la République (Loi NOTRe) du 7 août 2015, qui prévoit que les établissements publics de coopération intercommunale (EPCI) à fiscalité propre doivent avoir un minimum de 15 000 habitants (sous réserve de certaines dérogations bénéficiant aux territoires de très faible densité), le préfet de l'Aisne a adopté un nouveau schéma départemental de coopération intercommunale par arrêté du 30 mars 2016 qui prévoit notamment la fusion de la  communauté de communes du canton de Saint-Simon et de la communauté d'agglomération de Saint-Quentin, aboutissant au regroupement de 39 communes comptant 83 287 habitants.
Cette fusion est intervenue le 1er janvier 2017, et la commune est désormais membre de la communauté d'agglomération du Saint-Quentinois.

### Liste des maires
| Période                                  | Période                   | Identité         | Étiquette | Qualité     |
| ---------------------------------------- | ------------------------- | ---------------- | --------- | ----------- |
| Les données manquantes sont à compléter. |                           |                  |           |             |
| mars 2001                                | mars 2014                 | Gilbert Simeon   |           |             |
| mars 2014,                               | mai 2020                  | Michel Langlet   | DVD       | Agriculteur |
| mai 2020                                 | En cours (au 28 mai 2020) | Thierry Defrance |           |             |

## Démographie
L'évolution du nombre d'habitants est connue à travers les recensements de la population effectués dans la commune depuis 1793. Pour les communes de moins de 10 000 habitants, une enquête de recensement portant sur toute la population est réalisée tous les cinq ans, les populations de référence des années intermédiaires étant quant à elles estimées par interpolation ou extrapolation. Pour la commune, le premier recensement exhaustif entrant dans le cadre du nouveau dispositif a été réalisé en 2006.

En 2022, la commune comptait 379 habitants, en évolution de −3,07 % par rapport à 2016 (Aisne : −1,97 %, France hors Mayotte : +2,11 %).
| 1793  | 1800 | 1806 | 1821 | 1831 | 1836 | 1841 | 1846 | 1851 |
| ----- | ---- | ---- | ---- | ---- | ---- | ---- | ---- | ---- |
| 1 035 | 406  | 420  | 453  | 652  | 677  | 743  | 820  | 879  |

| 1856 | 1861 | 1866  | 1872 | 1876 | 1881 | 1886 | 1891 | 1896 |
| ---- | ---- | ----- | ---- | ---- | ---- | ---- | ---- | ---- |
| 902  | 966  | 1 004 | 976  | 929  | 850  | 769  | 650  | 626  |

| 1901 | 1906 | 1911 | 1921 | 1926 | 1931 | 1936 | 1946 | 1954 |
| ---- | ---- | ---- | ---- | ---- | ---- | ---- | ---- | ---- |
| 603  | 578  | 527  | 479  | 447  | 411  | 419  | 356  | 390  |

| 1962 | 1968 | 1975 | 1982 | 1990 | 1999 | 2006 | 2011 | 2016 |
| ---- | ---- | ---- | ---- | ---- | ---- | ---- | ---- | ---- |
| 452  | 409  | 376  | 418  | 424  | 382  | 385  | 382  | 391  |

| 2021 | 2022 | - | - | - | - | - | - | - |
| ---- | ---- | - | - | - | - | - | - | - |
| 381  | 379  | - | - | - | - | - | - | - |

## Culture locale et patrimoine

### Lieux et monuments
- Église de la Nativité-de-la-Sainte-Vierge et son cimetière, au centre du village.
- Notre-Dame de Lourdes à la sortie du village direction Fieulaine.
- Monument aux morts.
- Croix de chemin.
- La mairie, au cœur du village.
- L'école communale.
- Le stade.

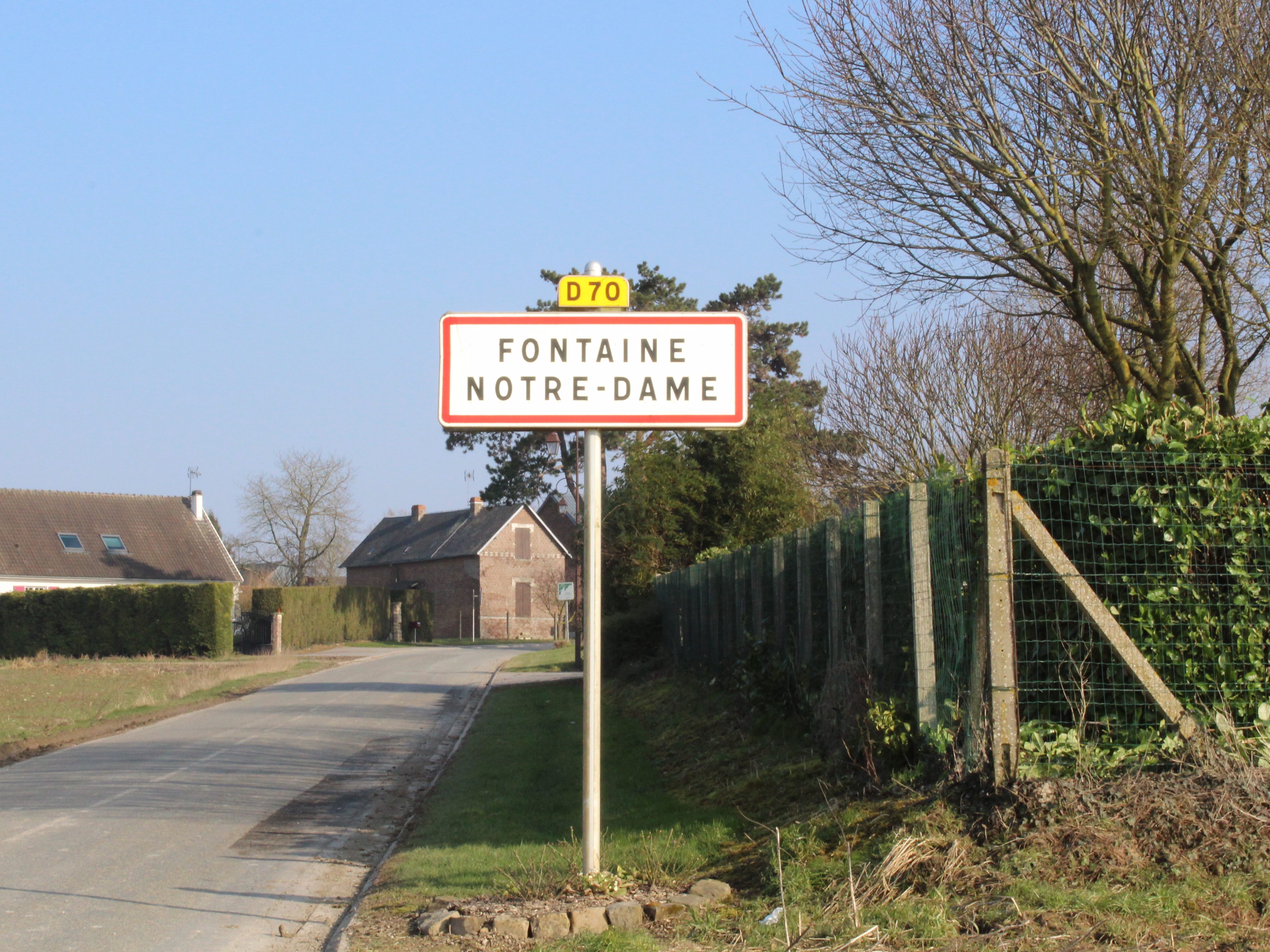
Entrée du village.
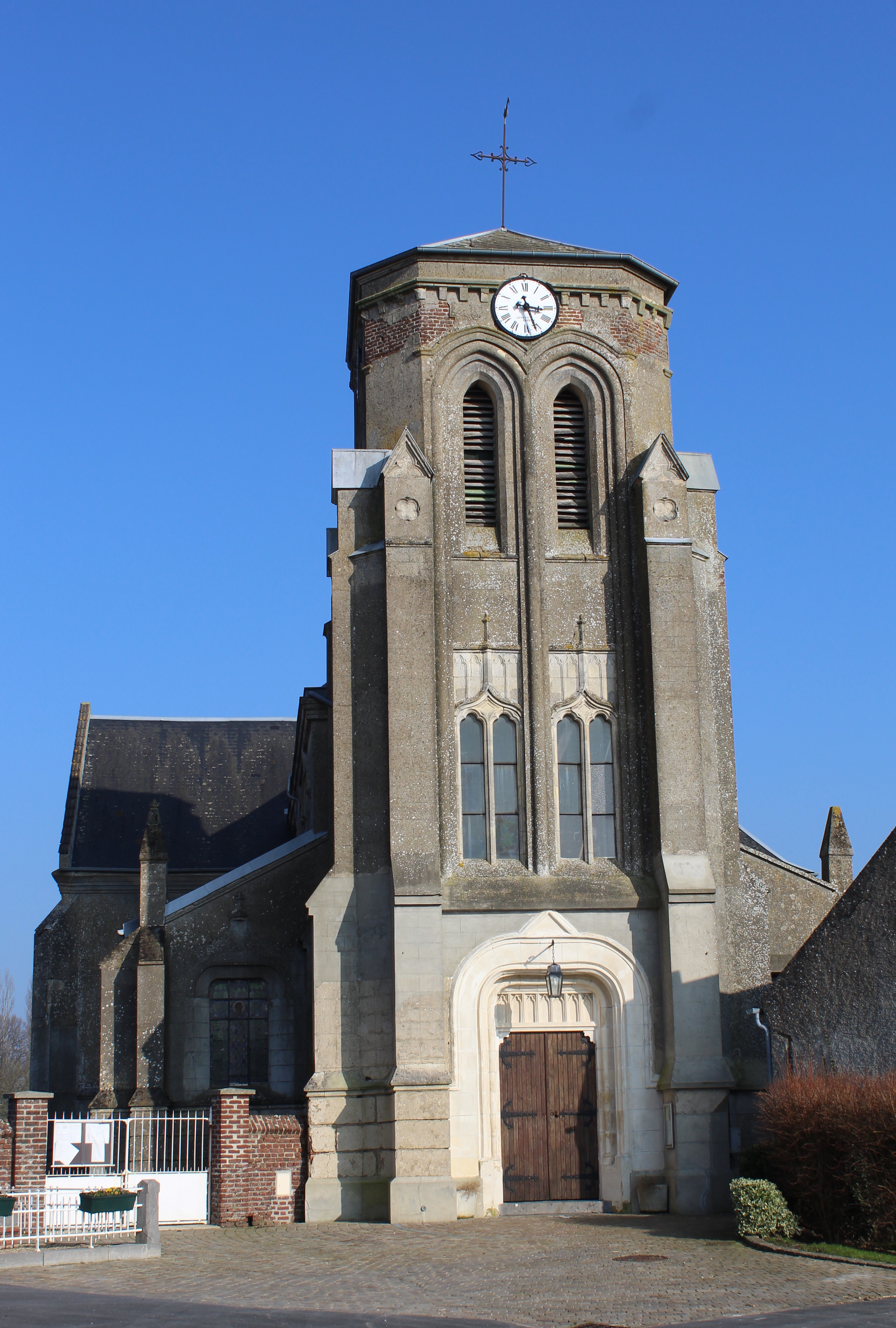
Façade de l'église.
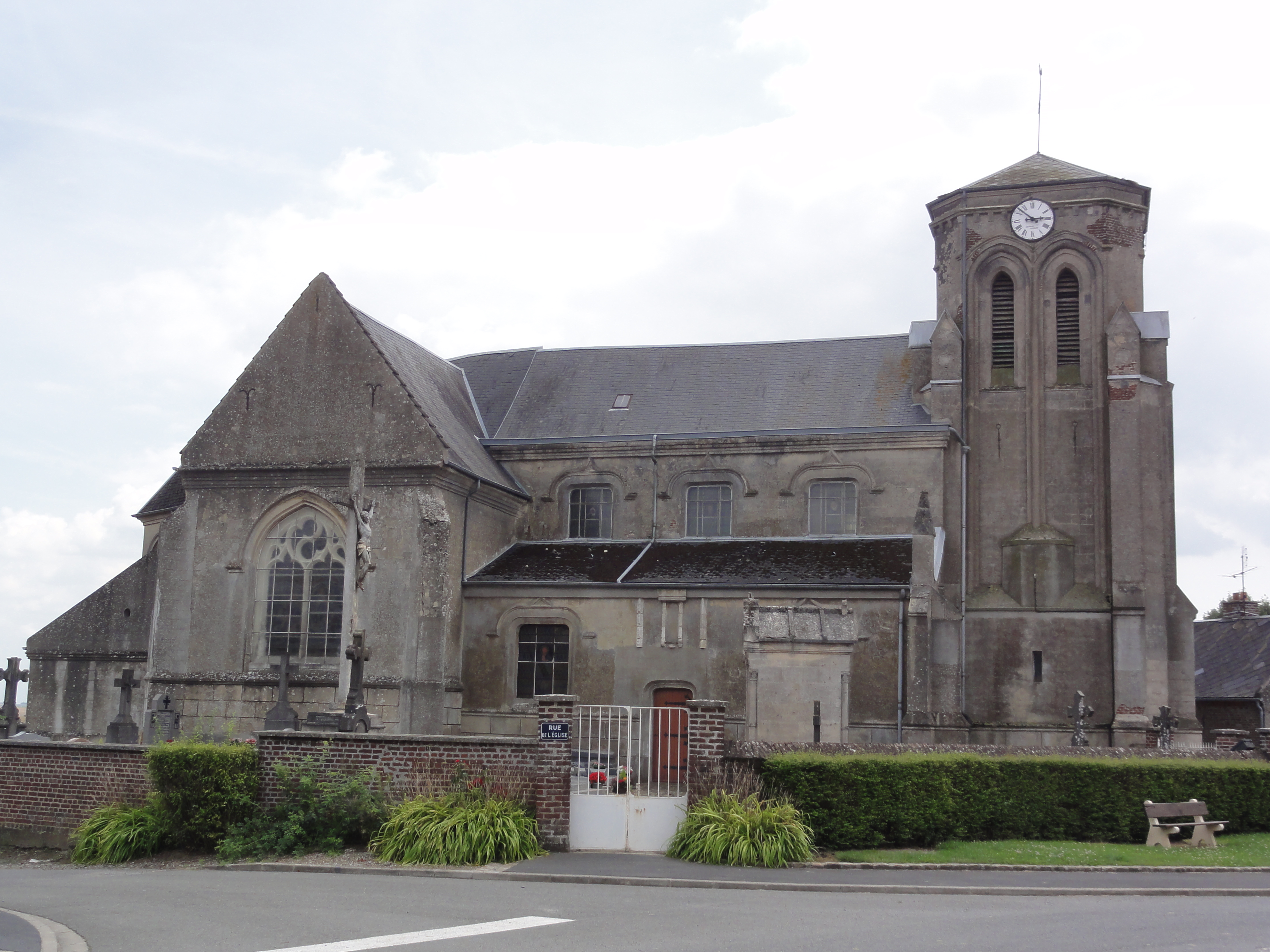
Église de la Nativité-de-la-Sainte-Vierge.
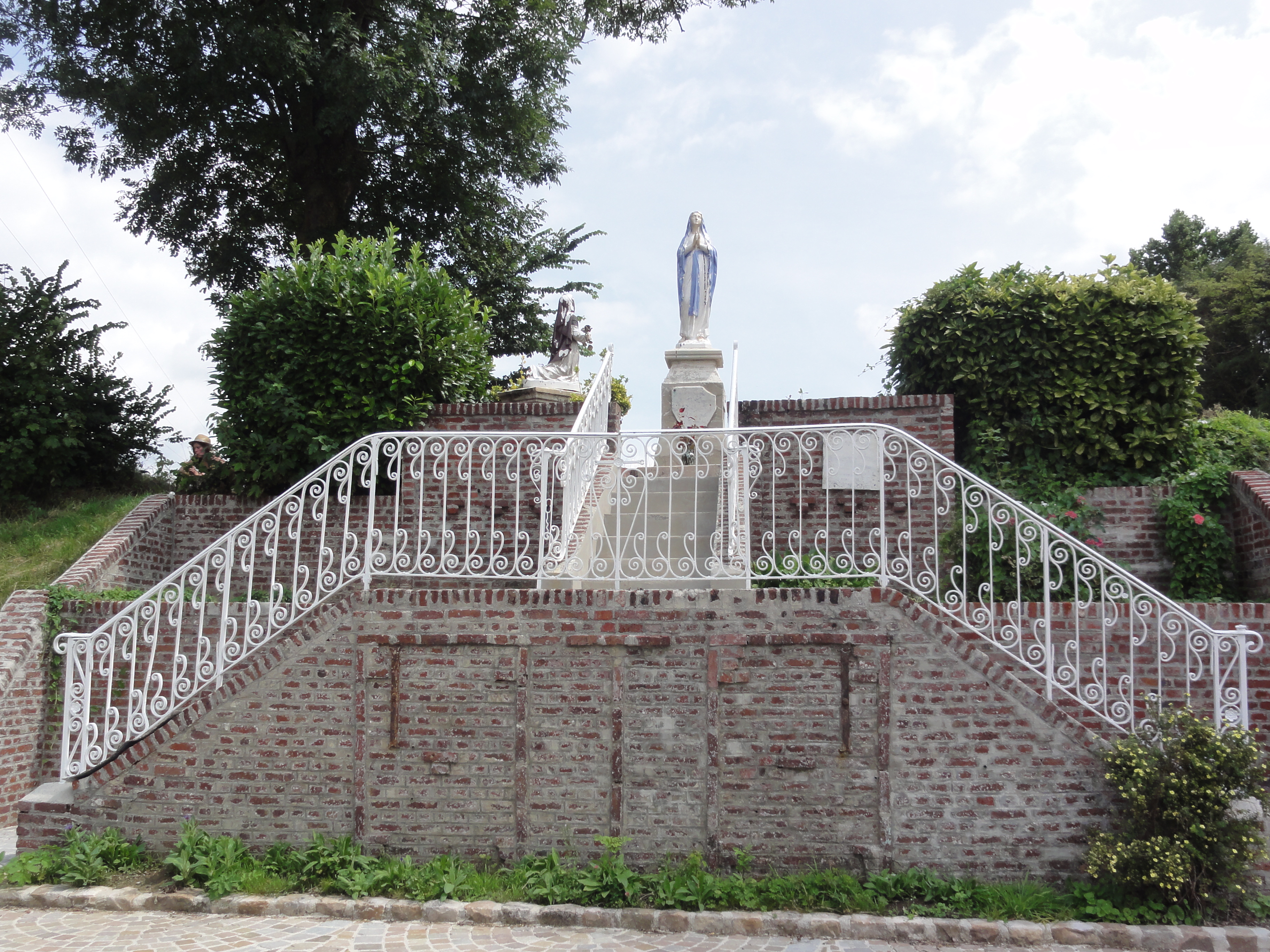
Notre-Dame de Lourdes.
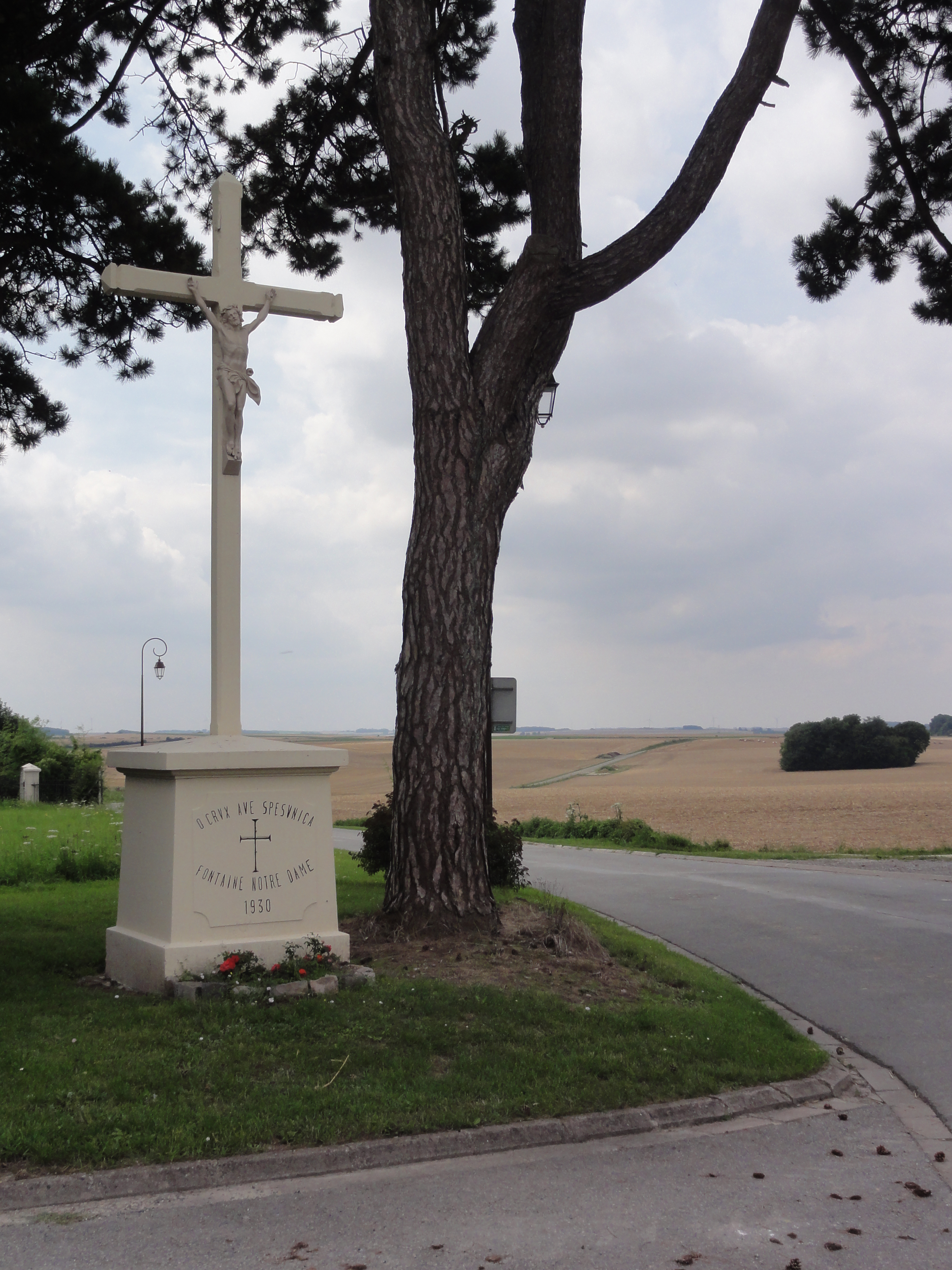
Croix de chemin.
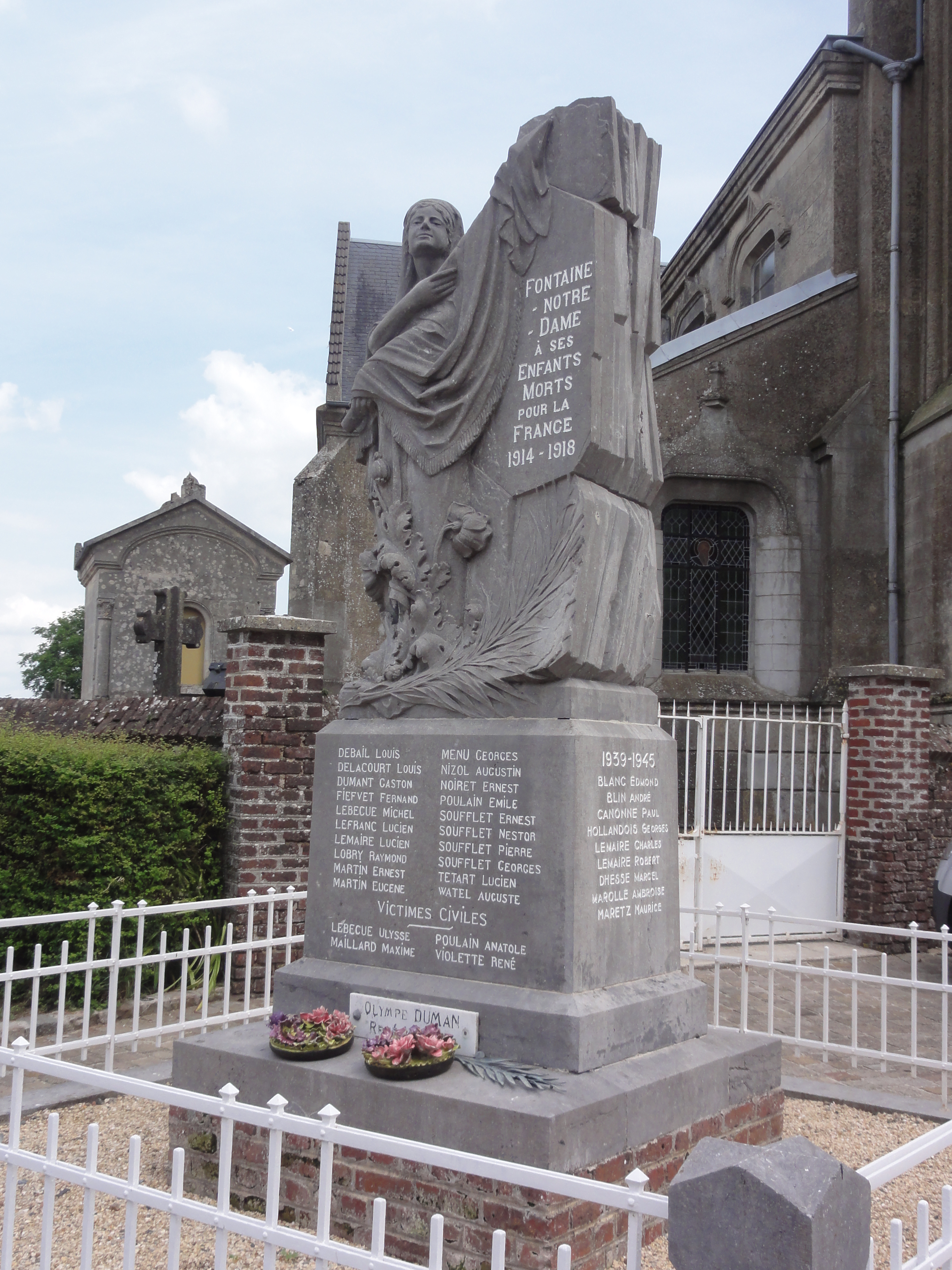
Monument aux morts.

### Héraldique
| Blason de Fontaine-Notre-Dame | Blason  | D'azur à deux chevrons d'argent accompagnés de trois hures de sanglier arrachées d'or. |
| Blason de Fontaine-Notre-Dame | Détails | Le statut officiel du blason reste à déterminer.                                       |

## Pour approfondir